# Prosperity (Virgínia de l'Oest)
Prosperity és una concentració de població designada pel cens dels Estats Units a l'estat de Virgínia de l'Oest. Segons el cens del 2000 tenia 1.310 habitants.

## Demografia
Segons el cens del 2000, Prosperity tenia 1.310 habitants, 570 habitatges, i 395 famílies. La densitat de població era de 324,2 habitants per km².
Dels 570 habitatges en un 27,2% hi vivien nens de menys de 18 anys, en un 54,6% hi vivien parelles casades, en un 11,2% dones solteres, i en un 30,7% no eren unitats familiars. En el 28,2% dels habitatges hi vivien persones soles el 12,5% de les quals corresponia a persones de 65 anys o més que vivien soles. El nombre mitjà de persones vivint en cada habitatge era de 2,3 i el nombre mitjà de persones que vivien en cada família era de 2,81.
Per edats la població es repartia de la següent manera: un 20,5% tenia menys de 18 anys, un 8,3% entre 18 i 24, un 29,4% entre 25 i 44, un 27,3% de 45 a 60 i un 14,6% 65 anys o més.
L'edat mediana era de 40 anys. Per cada 100 dones de 18 o més anys hi havia 87,1 homes.
La renda mediana per habitatge era de 31.632 $ i la renda mediana per família de 50.306 $. Els homes tenien una renda mediana de 35.063 $ mentre que les dones 26.513 $. La renda per capita de la població era de 19.552 $. Entorn del 5,6% de les famílies i el 6,7% de la població estaven per davall del llindar de pobresa.

## Poblacions més properes
El següent diagrama mostra les poblacions més properes.